# Vlkolínec
Koordinaten: 49° 2′ N, 19° 17′ O
Vlkolínec ist ein Dorf mit 35 Einwohnern und gehört zur Stadt Ružomberok, Slowakei, die vier Kilometer  entfernt liegt. Wegen seiner außergewöhnlichen, unberührten Siedlung mit 40 originalen, bewohnten Holzhäusern ist es 1993 in die Liste des Weltkultur- und Naturerbes der Menschheit aufgenommen worden.

## Geschichte
Der Ort, dessen Name sich von vlk („Wolf“) ableitet, wurde 1376 zum ersten Mal urkundlich erwähnt und liegt auf etwa 700–800 Metern Seehöhe in der Großen Fatra in der nördlichen Slowakei unterhalb des Berges Sidorovo (1099 m n.m.).
Im Jahr 1630 wurde der Bau von Wolfsgruben verordnet. Mit dem Bau des Glockenhauses hat man im Jahr 1770 angefangen. Im Jahr 1775 wurde die hölzerne Kirche der Heimsuchung der Jungfrau Maria errichtet. Durch die Vergeltungsmaßnahmen der deutschen Wehrmacht kam es 1944 zu einer teilweisen Zerstörung der errichteten Gebäude. 1977 wurde der Ort unter Denkmalschutz gestellt. Seit 2007 besteht eine Ortspartnerschaft mit Holašovice in Tschechien.
Der in unverfälschter Weise erhaltene Ort ist einer der wenigen in Europa, in dessen Umgebung noch Bären, Wölfe und andere Tiere frei leben. Das Dorf ist einzigartig in Mitteleuropa, die Häuser sind aus Holz und mit Mustern und Bildern bemalt. Es wurden keine Straßen erbaut, die Häuser waren ohne Strom und Wasserleitung. Viele der Bewohner sind schon über 80 Jahre alt.

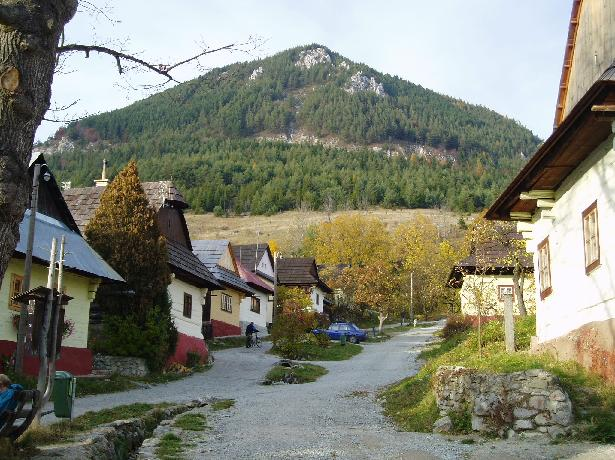
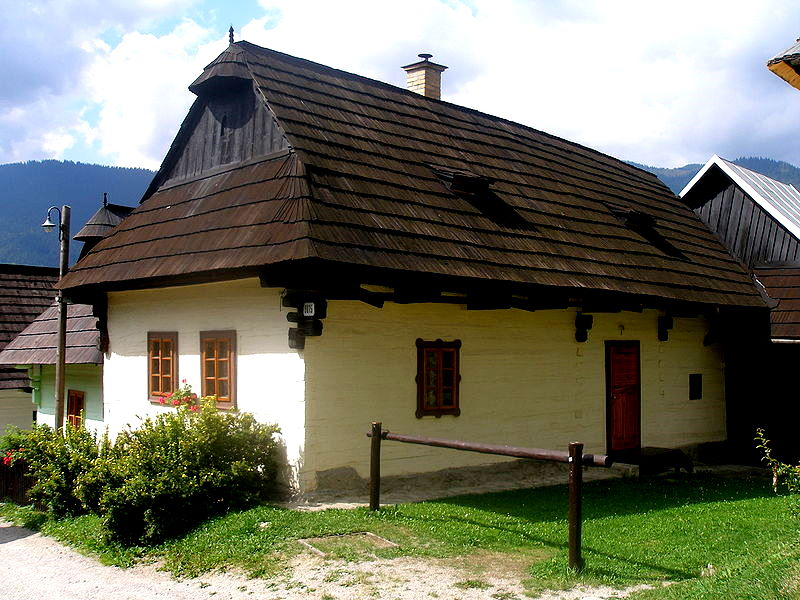
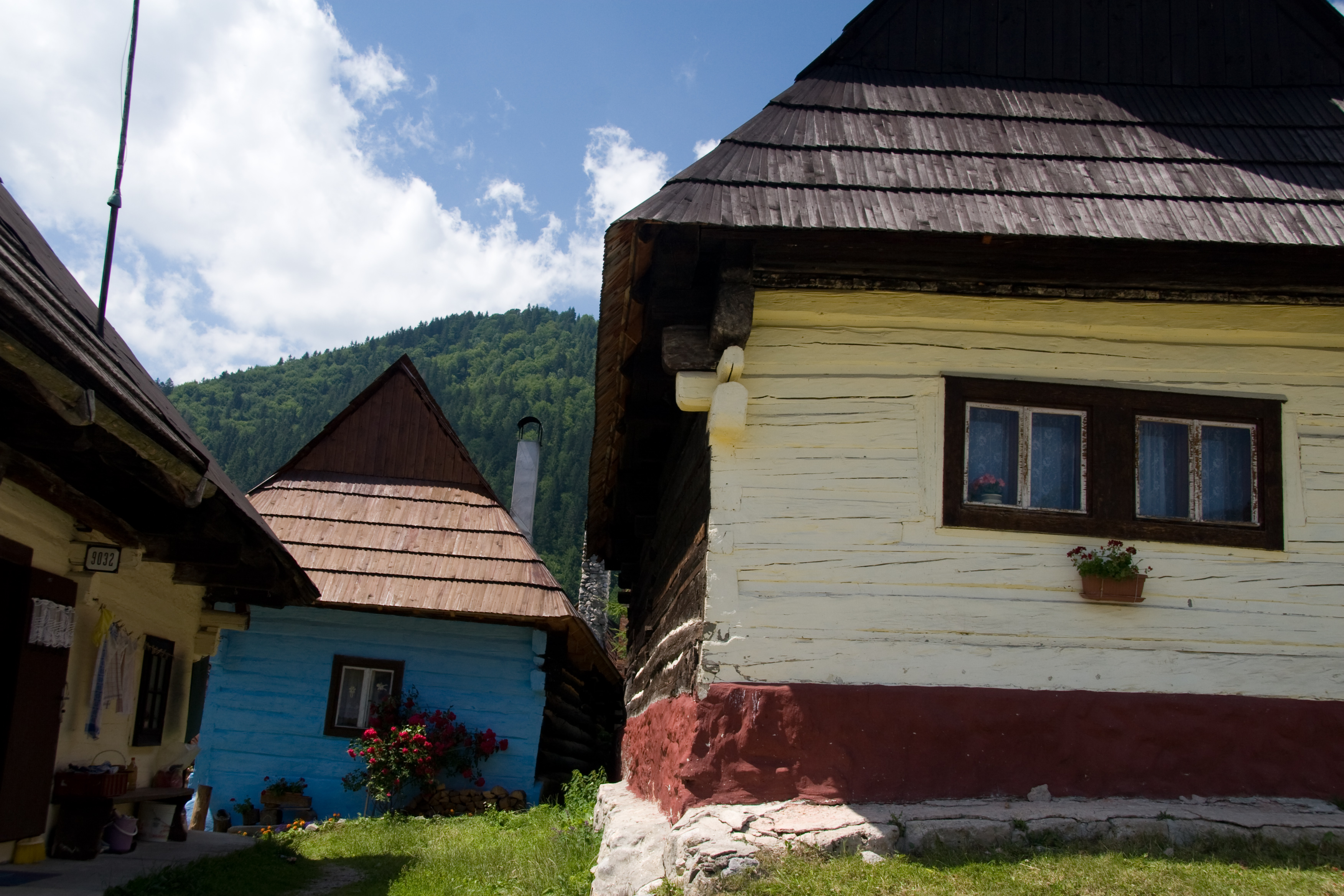
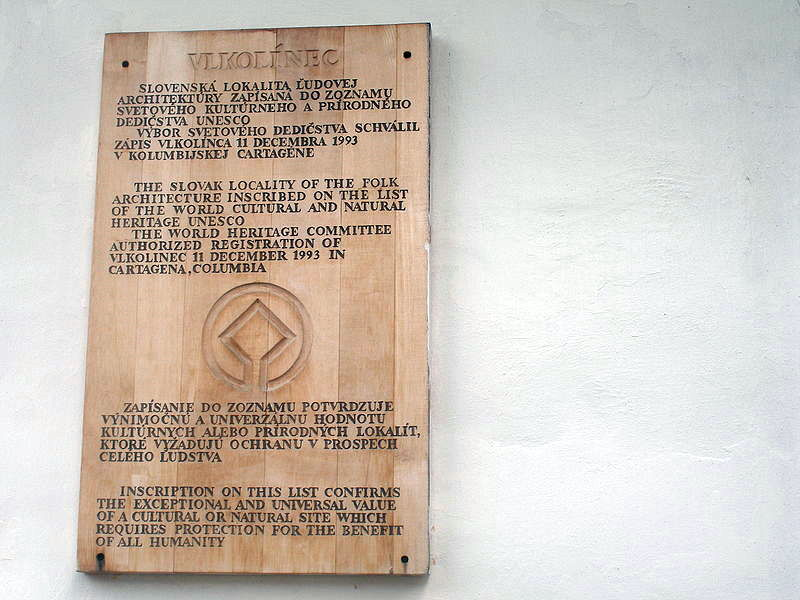
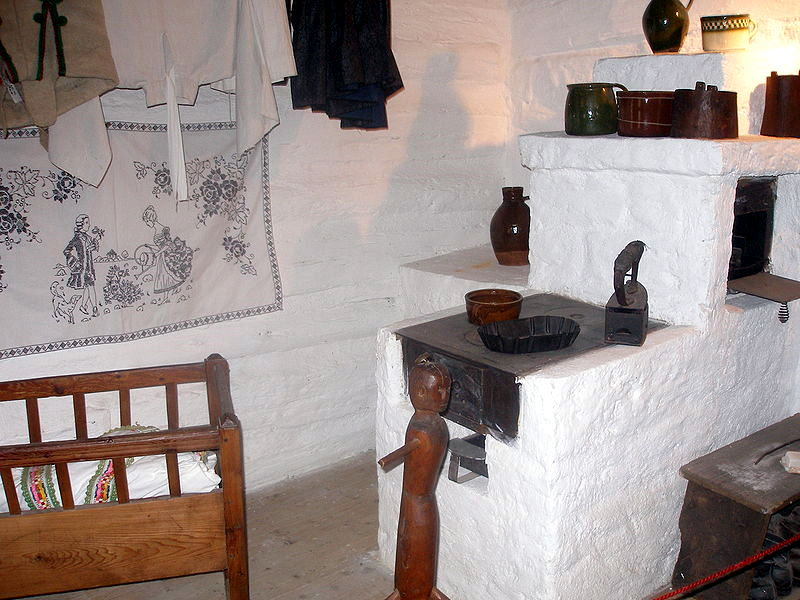
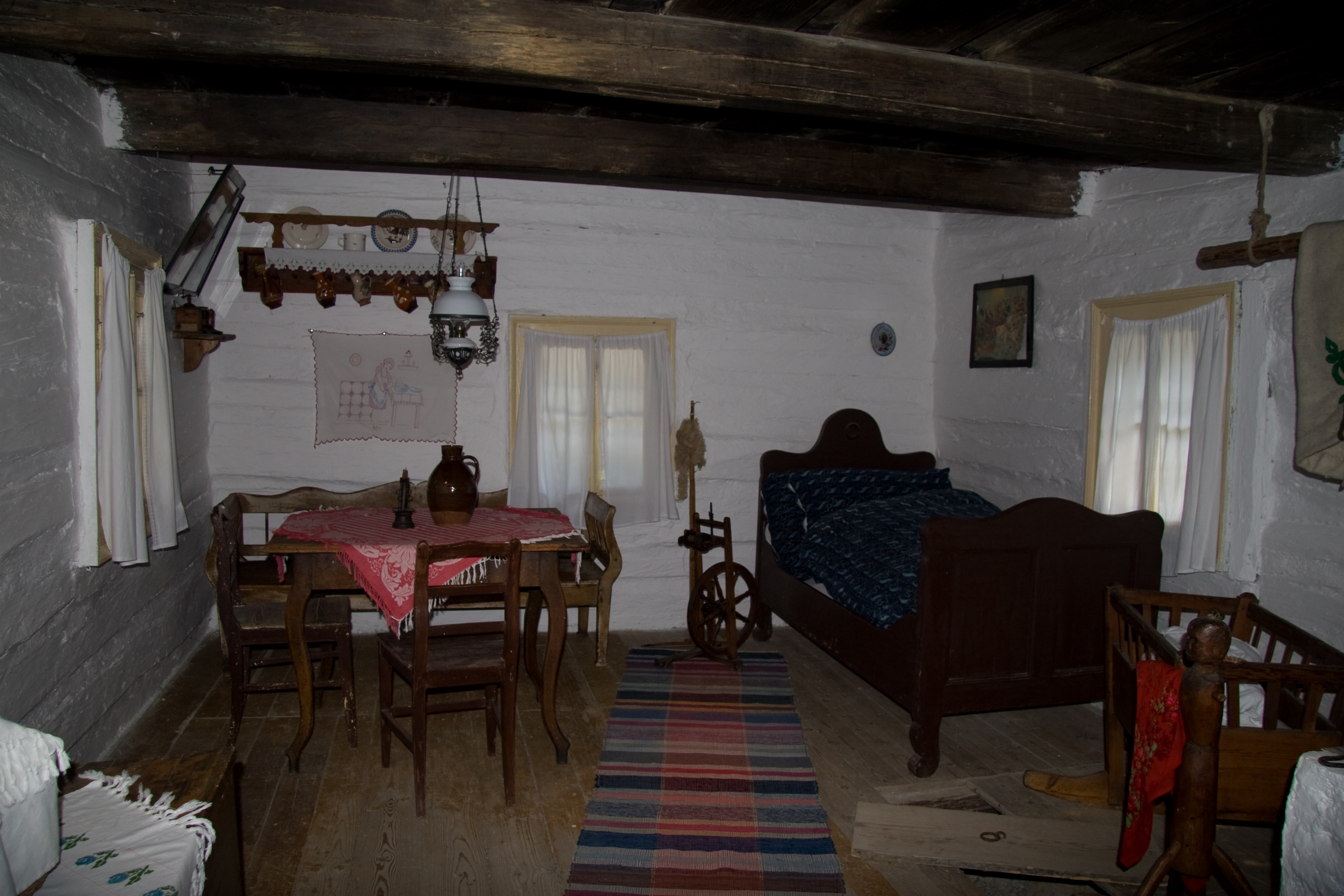